# Франческа Скиавоне
Франческа Скиавоне (на италиански: Francesca Schiavone) е италианска тенисистка.
Тя започва да се състезава професионално през 1998 г. Постоянството, което демонстрира Франческа Скиавоне ѝ отрежда място между най-добрите двадесет тенисистки в периода от 2003 до 2009 г. Най-доброто постижение на италианската тенисистка е 11-о място в ранглистата на WTA, което постига през 2006 г. През същата година Скиавоне и нейните сънароднички от националния отбор на Италия по тенис, печелят надпреварата за „Фед Къп“ срещу тима на Белгия. В кариерата си, Скиавоне печели два международни турнира — през 2007 Гащайн Лейдис в Бад Гащайн, Австрия и през 2009 турнира за Купата на Кремъл в Москва, където побеждава в оспорван мач беларуската тенисистка Олга Говорцова с резултат 6:3, 6:0.
Франческа Скиавоне участва на три летни олимпиади – в Атина през 2004, Пекин през 2008 и Лондон през 2012 г.
На 17 април 2010 г., Скиавоне печели своята трета титла в професионалния тенис, на турнира „Барселона Лейдис Оупън“. Във финалната фаза тя побеждава Роберта Винчи с категоричното 6:1, 6:1. На 5 юни 2010 г. печели шампионската титла на сингъл на „Откритото първенство на Франция“. Във финалния мач тя се изправя срещу първата ракета на Австралия Саманта Стосър. Италианската тенисистка побеждава противничката си в двусетов мач с резултат 6:4, 7:6. С това постижение, Скиавоне се превръща в първата италианка, която печели финален мач на турнир от Големия шлем. По време на „Откритото първенство на САЩ“ 2010, Франческа Скиавоне достига до четвъртфиналната фаза за първи път от 2003 г. (когато е отстранена от Дженифър Каприати). Шампионката от „Ролан Гарос“, отстранява последователно по пътя си към четвъртфинала Аюми Морита, Мария Елена Камерин, Альона Бондаренко и Анастасия Павлюченкова. В четвърфиналния мач, италианската тенисистка е надиграна от седемкратната шампионка на турнири от Големия шлем и поставена под номер 3 в основната схема на турнира Винъс Уилямс с резултат 7:6, 6:4.
На 26.05.2012 г. Франческа Скиавоне печели своята пета шампионска титла на сингъл от турнир провеждащ се под егидата на Женската тенис асоциация. Това се случва във френския град Страсбург, където италианската тенисистка побеждава представителката на домакините Ализе Корне с резултат 6:4, 6:4.
На 28.04.2013 г., Франческа Скиавоне печели своята шеста титла на сингъл от турнир, провеждащ се под егидата на Женската тенис-асоциация (WTA). Във финалната среща, тя надделява над своята испанска съперничка Лурдес Домингес Лино с резултат 6:1 и 6:3.

## Успехи

### Титли на сингъл в турнири от Големия шлем (1)
| Година | Турнир      | Съперник       | Резултат    |
| 2010   | Ролан Гарос | Саманта Стосър | 6-4, 7-6(2) |

### Загубени финали на сингъл в турнири от Големия шлем (1)
| Година | Турнир      | Съперник | Резултат    |
| 2011   | Ролан Гарос | На Ли    | 4–6, 6–7(0) |

### Загубени финали на двойки в турнири от Големия шлем (1)
| Година | Турнир      | Партньор      | Съперници                                    | Резултат      |
| 2008   | Ролан Гарос | Кейси Делакуа | Анабел Медина Гаригес Вирхиния Руано Паскуал | 2–6, 7–5, 6–4 |